# Le Catelet
Le Catelet település Franciaországban, Aisne megyében. Lakosainak száma 185 fő (2022. január 1.). Le Catelet Bony és Gouy községekkel határos.

## Népesség
A település népességének változása:
| Lakosok száma | 243  | 243  | 223  | 201  | 197  | 196  | 192  | 185  | 184  | 185  |
|               | 1968 | 1982 | 1990 | 2006 | 2013 | 2015 | 2017 | 2019 | 2020 | 2022 |